# セシリオ・ラストラ
セシリオ・ラストラ・ゴンサレス（Cecilio Lastra González、1951年8月12日 - ）は、スペインのプロボクサー。サンタンデール生まれ。元WBA世界フェザー級王者。

## 略歴
[アマチュアで活躍後1975年にプロへ転向。
1977年12月17日、ラファエル・オルテガに判定勝ちしてWBA世界フェザー級王座を獲得。スペイン人としては史上3人目の世界王者であった。
1978年7月2日、初防衛戦でエウセビオ・ペドロサに13回TKO負けを喫し、王座から陥落した。